# Филд, Ребекка
Ребекка Филд (англ. Rebecca Field) — американская актриса. Филд родилась и выросла в Ленокс Дейле, штат Массачусетс и получила профессиональное образование в театральном колледже в Нью-Йорке. В 2007—2008 годах она имела свою первую регулярную роль на телевидении, в сериале «Дорога в осень». После его закрытия она играла гостевые роли в таких сериалах как «Кукольный дом», «До смерти красива», «Частная практика», «Менталист», «Майк и Молли», «Мыслить как преступник», «C.S.I.: Место преступления», «Касл» и «Следствие по телу». На большом экране она появилась в комедии 2012 года «Американский пирог: Все в сборе».

## Биография
С 2012 по 2013 год, Филд играла роль Лейси Джин-Локлин, лучшей подруги героини Дженнифер Лав Хьюитт, в сериале «Список клиентов». В 2014 году, Филд взяла на себя второстепенную роль в пяти эпизодах сериала Шонды Раймс «Анатомия страсти».

## Избранная фильмография
| Год  |   | Русское название | Оригинальное название | Роль  |
| ---- | - | ---------------- | --------------------- | ----- |
| 2019 | с | Бесстыжие        | Shameless             | Элиза |